# Saint-Agnan-le-Malherbe
Saint-Agnan-le-Malherbe is een plaats en voormalige gemeente in het Franse departement Calvados in de regio Normandië en telt 95 inwoners (1999). De plaats maakt deel uit van het arrondissement Caen.

## Geschiedenis
De gemeente maakte deel uit van het Villers-Bocage tot het op 22 maart 2015 werd opgeheven en de gemeenten werden opgenomen in het aangrenzende kanton Aunay-sur-Odon. Op 1 januari 2016 fuseerde de gemeente met Banneville-sur-Ajon tot de commune nouvelle Malherbe-sur-Ajon.

## Geografie
De oppervlakte van Saint-Agnan-le-Malherbe bedraagt 6,0 km², de bevolkingsdichtheid is 15,8 inwoners per km².
De onderstaande kaart toont de ligging van Saint-Agnan-le-Malherbe met de belangrijkste infrastructuur en aangrenzende gemeenten.

## Demografie
Onderstaande figuur toont het verloop van het inwonertal (bron: INSEE-tellingen).
Vanwege een beveiligingsprobleem met de MediaWiki Graph-software is het momenteel niet mogelijk deze grafiek weer te geven. Zodra de software is bijgewerkt zal de grafiek vanzelf weer zichtbaar worden.